# Martin-Luther-Kirche (Friesach)

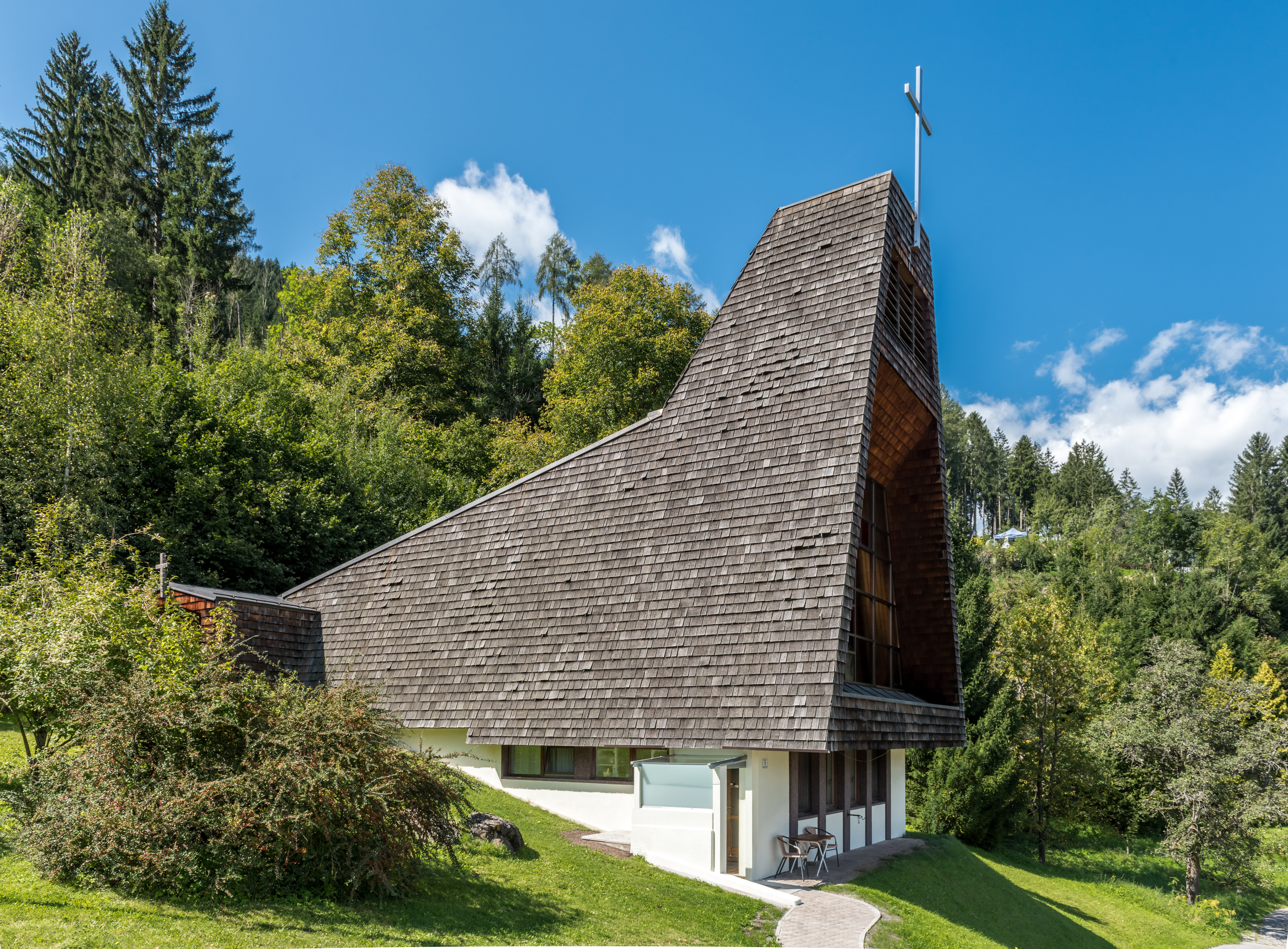
Martin-Luther-Kirche Friesach

Die Martin-Luther-Kirche ist die evangelische Gemeindekirche von Friesach im Bezirk Sankt Veit an der Glan im österreichischen Bundesland Kärnten. Als Predigtstation der Christuskirche Althofen gehört sie der Superintendentur Kärnten und Osttirol der Evangelischen Kirche A.B. in Österreich an.
Die 1984 in exponierter Lage über dem Metnitztal am Petersberg in Friesach errichtete Martin-Luther-Kirche ist ein vorwiegend als verschindelte Holzkonstruktion in zeltartiger Form ausgeführter Kirchenbau. Das sich mit seiner Glasfront zum Tal hin öffnende und von einer Glockenkammer bekrönte Kirchengebäude gilt als ein gelungenes Beispiel landschaftsbezogenen Bauens.
Im Jahre 2017 wurde aus Anlass des Reformationsjubiläums der Platz vor der Kirche in „Dr. Martin-Luther-Platz“ umbenannt.